# Eparchia di Sinferopoli e Crimea

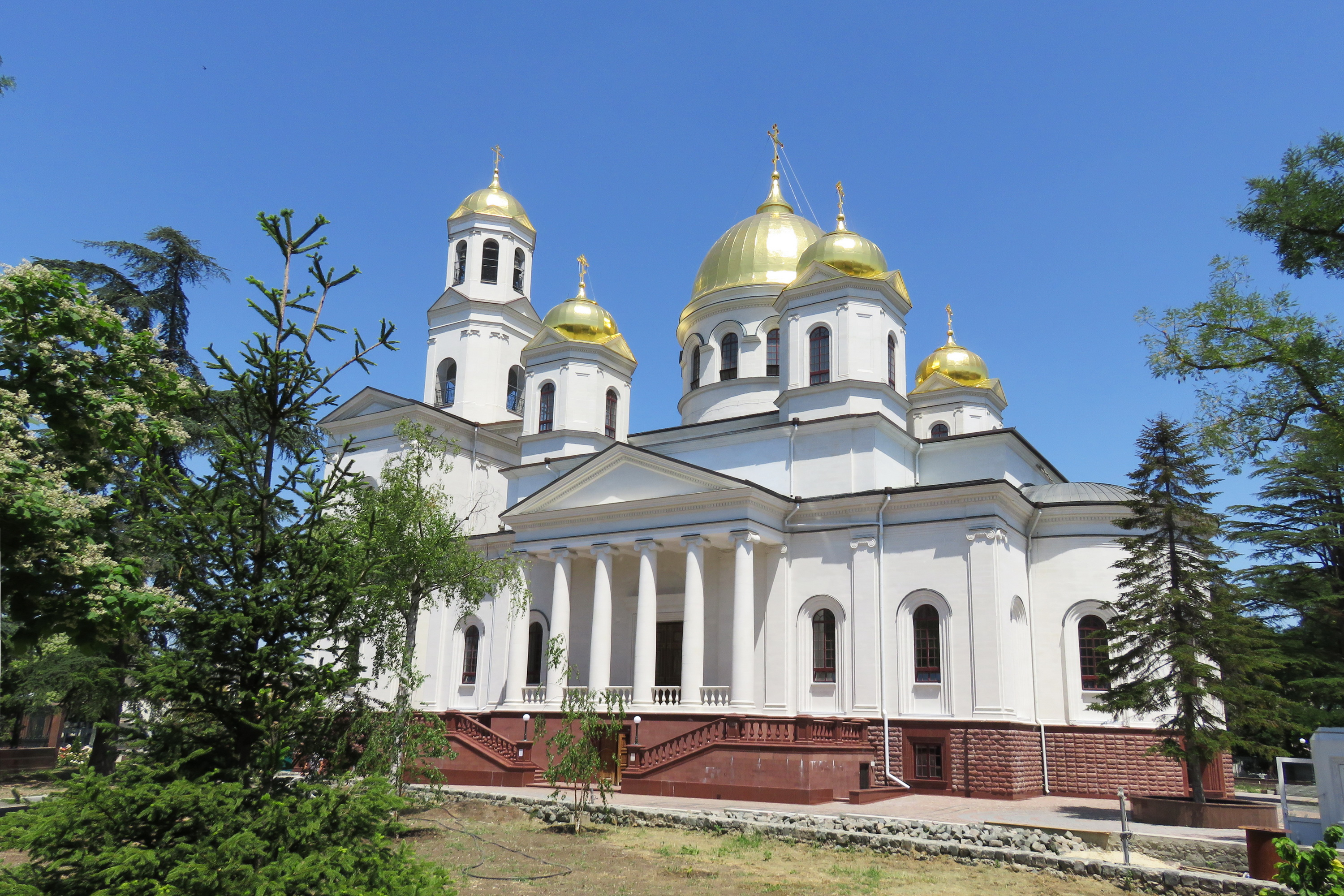
La cattedrale di Alexander Nevsky di Sinferopoli.

Localizzazione dell'eparchia in Crimea.

L'eparchia di Sinferopoli e Crimea (in russo Симферопольская и Крымская епархия?) è una diocesi della Chiesa ortodossa russa, appartenente alla metropolia della Crimea.

## Territorio
L'eparchia comprende i comuni di Alušta, Eupatoria, Saki, Sinferopoli e Jalta, e i distretti di Bachčisaraj, Belogorsk, Kirovskoe, Saki, Sinferopoli e Černomorskoe nella repubblica di Crimea nel circondario federale meridionale.
Sede eparchiale è la città di Sinferopoli, dove si trova la cattedrale di Alexander Nevsky.
L'eparca ha il titolo ufficiale di «metropolita di Sinferopoli e Crimea».

## Storia
L'eparchia fu eretta il 16 novembre 1859 per separazione dall'eparchia di Cherson.
Con l'indipendenza dell'Ucraina agli inizi degli Anni Novanta del XX secolo l'eparchia è diventata parte della Chiesa ortodossa ucraina del Patriarcato di Mosca.
L'11 novembre 2008 e il 20 dicembre 2012 ha ceduto porzioni di territorio a vantaggio dell'erezione delle eparchie di Džankoj e di Feodosia.
In seguito al trattato di adesione della Crimea alla Russia (18 marzo 2014), con decisione del Santo Sinodo della Chiesa ortodossa russa, il 7 giugno 2022 l'eparchia è stata annessa al Patriarcato di Mosca e contestualmente è entrata a far parte della metropolia della Crimea. Questa decisione non ha trovato il pieno consenso della Chiesa ortodossa ucraina del Patriarcato di Mosca, che continua ad elencare l'eparchia fra quelle dipendenti dalla propria autorità.